# Krumpendorf am Wörthersee
Krumpendorf am Wörthersee (słoweń. Kriva Vrba) – gmina w Austrii, w kraju związkowym Karyntia, w powiecie Klagenfurt-Land, położona nad jeziorem Wörthersee. Według Austriackiego Urzędu Statystycznego liczyła 3419 mieszkańców (1 stycznia 2015).